# آلتون كوبري
35°45′12″N 44°08′37″E / 35.75333333°N 44.14361111°E

پردێ قالب:کورد  هي بلدة تقع شمال الغربي من محافظة كركوك في کوردستان، وتبعد عن مدينة كركوك بنحو أربعين كم وعن مدينة أربيل بنحو خمسين كم. تقع البلدة على ضفاف الزاب الصغير وعلى طريق أربيل-كركوك، وتوصف بأنها «ذات أهمية إستراتيجية جوهرية».
زارها أبو طالب خان في عام 1799، واصفا إياها بأنها قرية كبيرة مأهولة بمزيج من الكرد والتركمان العاملين بالزراعة. حيث كانت آلتون كوبري مركزا تجاريا بين كردستان وبغداد للتين والعنب والمنتجات الزراعية الأخرى.

## موقعها
تتميز بموقعها الإستراتيجي المتميز وسط الطريق بين مدينتي كركوك وأربيل وكحلقة وصل بين وسط العراق وشماله ومحطه هامه على الطريق السياحي والتجاري بين بغداد وكركوك والموصل وأربيل، وتتميز البلدة بطبيعتها وتحيط بها الأشجار والغابات من كل جانب وتشتهر البلدة بصيد الأسماك والزراعة وتربية النحل لكثرة مجارى المياه بها وخصوبة أراضيها كما تشتهر أيضا بالحرف اليدوية كصناعة الفخار وصناعة الخزف والسجاد والنسيج والحفر والنقر على الخشب والزخرفة.

## اصل التسمية
تعددت الآراء حول سر تسمية المدينة بهذا الاسم وقد أعزى بعضهم تلك التسمية لكثرة وجود الماء فيها (پرد) أي جسر الماء الذهبي في حين قرر آخرون بأن سبب التسمية هو إعجاب السلطان العثماني مراد الرابع بالمدينة وجسريها فأهدي المدينة قطعتين من الذهب جرى تعليقهما على الجسرين فسميت المدينة (پردێ) أي الجسر الذهبي نسبة لهذه الحادثه وهناك روايات أخرى عديده لتفسير تسمية المدينة بهذا الاسم لا يتسع المقام لذكرها.

## السكان
بلغ عدد سكان البلدة 4,000 نسمة في عام 1906.

شكل الكرد 70% من السكان في تعداد عام 1947، لتنخفض نسبتهم إلى 50% في عام 1957 وإلى 25.7% في عام 1965، ومع ذلك ارتفعت النسبة مرة أخرى إلى 75.6% في عام 1977.

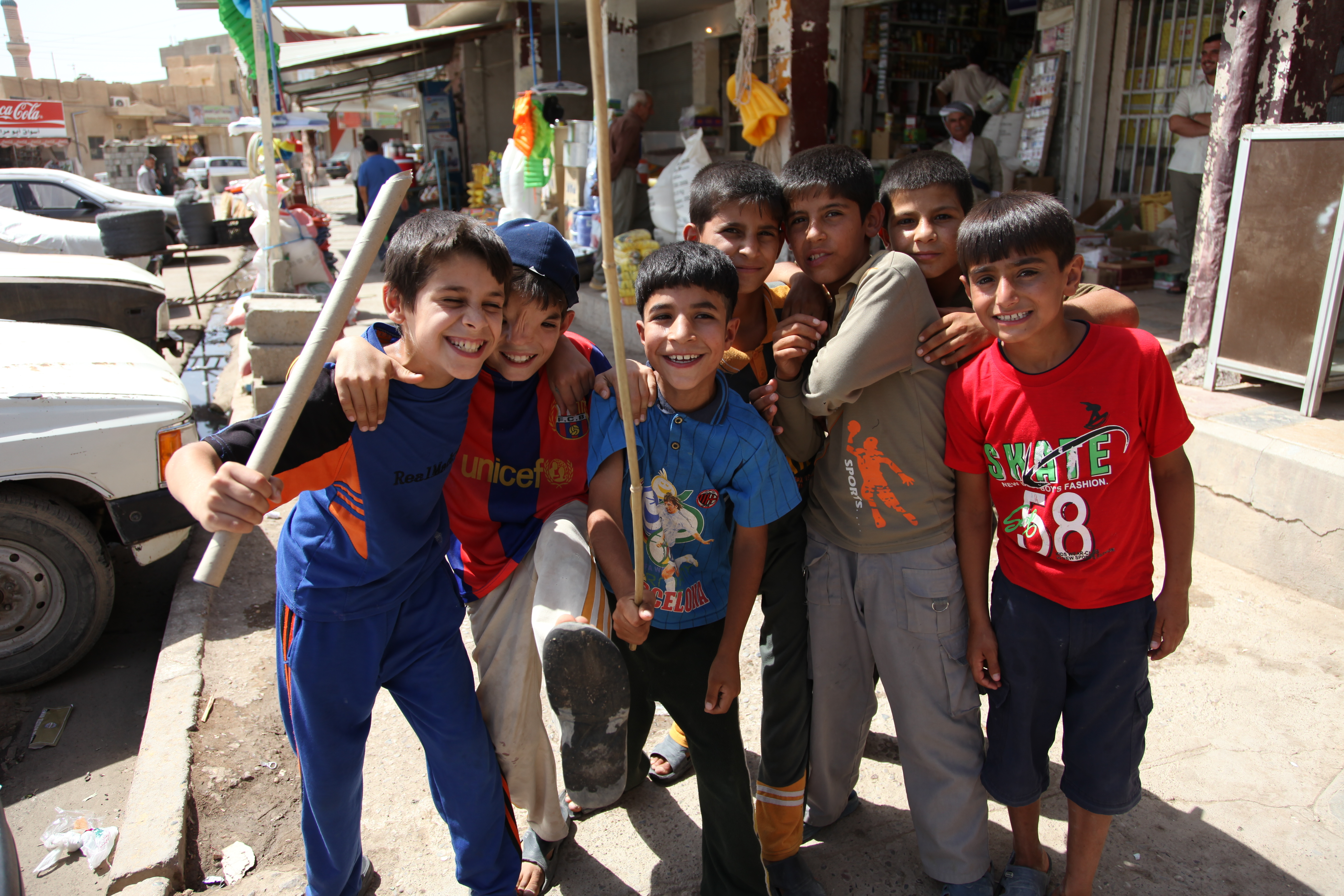
اطفال من مدينة پردێ

حظي التحالف الوطني الكردستاني في انتخابات البرلمان العراقي كانون الأول 2005 على 80% من الأصوات في ناحية پردێ.

## مجزرة پردێ
في سنة 1991 شارك والاكراد في مدينة كركوك اخوانهم الکردی في الانتفاضة الشعبية ضد سياسة الدكتاتورية التي مارسها نظام البعث السابق وفي أحد أيام شهر رمضان المبارك المصادف للثامن والعشرين من آذار 1991 أرتكب الحرس الجمهوري الصدامي في مدينة پردێ مجزرة أخرى حيث قامت قطعات عسكرية بالتوجهة إلى المناطق الساخنة انذأك ومن ضمنها محافظة كركوك واطرافها وقصفت المنازل فبدأ الرعب والذعر لدي الاهالي فخرجوا من منازلهم للبحث عن مكان أمن بعكس اتجاه سير القطعات العسكرية فاختاروا منطقة التون كوبري إلا أن رتل عسكريا قطع طريقهم حيث قام أحد أفراد ألوية الحرس الجمهور بفرز جميع الذكور (شبابا وشيوخا وأطفالا) تركمانا كانوا ام اكرادا وعزلوهم عن أهاليهم في منطقة قريبة من قضاء الدبس وفتحوا عليهم النار وقتلوا 102 بريئا وهم صائمين ورموهم في حفرة واحدة (مقبرة جماعية). وهذه بعض أسماء التركمان الذين استشهدوا في هذه المجزرة البشعة: أرشد خورشيد، عصام عثمان جميل، محمد خالد صالح، عدنان خالد صالح، آتيلا أحمد، عامر مدحت عزت، هاني مدحت عزت، عصام مدحت عزت، طارق بايز، عدنان بايز، صائب فنار قادر، عامر محمد خورشيد، جنيد سعد بهجت، ملك فيصل سلمان، شعلان فيصل سلمان، هشام احسان علي رضا، احسان علي رضا، سعود خطاب مرتضى، منصور مظلوم نوري، نورالدين مظلوم نوري، جنكيز مظلوم نوري، ندام رشيد حيرول، سلام رشيد حيرول، عماد محمد رشيد، عبد الرحمن مشير رضا، حسيب مشير رضا، هاشم محمد توفيق، قاسم محمد توفيق، أحمد أنور، نوران أحمد، عزيز علي، نجيب سعيد صالح، حازم أنور عشا......... وغيرهم.